# Oulastrea crispata
Oulastrea crispata är en korallart som först beskrevs av Jean-Baptiste Lamarck 1816.  Oulastrea crispata ingår i släktet Oulastrea och familjen Faviidae. IUCN kategoriserar arten globalt som livskraftig. Inga underarter finns listade i Catalogue of Life.